# Pleasure point
Pleasure point is een album van de gitarist Jan Akkerman uit 1982. Op het album is vooral instrumentale muziek te horen in het genre jazzrock, met raakvlakken in de rock en klassieke muziek. Het album wordt gerekend tot zijn beste werk uit de jaren tachtig.
De elpee uit 1982 kende slechts zes nummers, drie aan elke zijde, en had een totale lengte van 39:33 minuten. Al deze nummers schreef hij zelf. Later bracht hij op elpee en vooral cd versies uit met een groot aantal bonustracks, twaalf in het totaal.
Aan het album werkten geroutineerde artiesten mee. De personele bezetting bestond uit Jasper van 't Hof en Joachim Kühn op toetsen, Pablo Nahar op basgitaar, Jim Campagnola op tenorsaxofoon, Martino Latupeirissa op percussie, en Roland Zeldenrust en Hans Waterman op drums.

## Nummers
De volgende nummers kwamen uit op de eerste versie van Pleasure point uit 1982:
| Nummer | Compositie         | Duur |
| ------ | ------------------ | ---- |
| A1     | Valdez             | 4:14 |
| A2     | Heavy pleasure     | 8:41 |
| A3     | Cool in the shadow | 6:00 |
| B1     | Visions of blue    | 9:42 |
| B2     | C.S.               | 3:54 |
| B3     | Bird island        | 7:02 |

### Uitgebreide versie
Alle composities die later als bonustrack werden meegeleverd, zijn verantwoord als M. Muleta. Tegenover Gitaarnet liet Akkerman hier in 2001 over los dat dit een zakelijke achtergrond heeft: "Een muleta is zo’n rooie lap waar je een stier mee moet afleiden. Dan weet je toch genoeg."
| Nummer | Compositie             | Duur |
| ------ | ---------------------- | ---- |
| 1.     | Valdez                 | 4:08 |
| 2.     | Heavy pleasure         | 8:41 |
| 3.     | Cool in the shadow     | 7:01 |
| 4.     | Visions of blue        | 9:50 |
| 5.     | C.S.                   | 3:53 |
| 6.     | Bird island            | 7:01 |
| 7.     | Atlantean dew          | 5:00 |
| 8.     | Laurie's dance         | 1:34 |
| 9.     | Angel blue             | 2:41 |
| 10.    | Halfway                | 3:59 |
| 11.    | 35 seconds             | 0:35 |
| 12.    | Waterfalls of eden     | 0:58 |
| 13.    | Desiderata             | 1:47 |
| 14.    | Terra pax?!            | 1:06 |
| 15.    | Guilty by association  | 0:32 |
| 16.    | Communion & procession | 2:15 |
| 17.    | Near Odessa            | 1:13 |
| 18.    | Anne mia               | 2:58 |